# 杨光银
杨光银（1965年—），云南宁蒗人，彝族，中华人民共和国政治人物、第十一届全国人民代表大会云南地区代表。
毕业于中央党校函授学院国民经济管理专业，是中共党员。担任云南省丽江市宁蒗县委副书记、县长。2008年起担任全国人大代表。